# Zhoukou
Zhukou, tidigare känd som Chowkiakow eller Chowkow på den gamla kinesiska postkartan, är en stad på prefekturnivå i Henan-provinsen i centrala Kina. Den ligger omkring 160 kilometer sydost om provinshuvudstaden Zhengzhou.

## Administrativ indelning
Prefekturen är lantlig till sin karaktär där själva staden Zhoukou har endast 500 000 invånare, medan prefekturen har sammanlagt 8,9 miljoner invånare. Prefekturen är indelad i ett stadsdistrikt, en stad på häradsnivå och åtta härad:
- Chuanhui (川汇区)
- Xiangcheng (项城市)
- Huaiyang (淮阳县)
- Shenqiu (沈丘县)
- Dancheng (郸城县)
- Luyi (鹿邑县)
- Taikang (太康县)
- Fugou (扶沟县)
- Xihua (西华县)
- Shangshui (商水县)

## Klimat
Genomsnittlig årsnederbörd är 915 millimeter. Den regnigaste månaden är augusti, med i genomsnitt 182 mm nederbörd, och den torraste är januari, med 7 mm nederbörd.